# Cocteau Twins
Cocteau Twins fue una banda de dream pop formada en la localidad Grangemouth, Escocia, Reino Unido, estuvo activa desde 1979 hasta 1997. Los miembros originales fueron la cantante Elizabeth Fraser, el guitarrista y programador Robin Guthrie y el bajista Will Heggie, quien más tarde sería reemplazado por el multinstrumentalista Simon Raymonde.
La banda ganó reconocimiento por parte de la crítica gracias a su innovador sonido etéreo, en particular por su aclamado álbum de estudio Heaven or Las Vegas. La distintiva voz soprano de Fraser también ha sido objeto de análisis, donde sus letras indescifrables han sido comparadas con la «glosolalia» y el «puirt á beul».
Además de ser una de las más importantes bandas de dream pop y gothic rock, Cocteau Twins han sido reconocidos como una de las principales influencias del posterior subgénero shoegaze, por la densidad sonora caracterizada por efectos como el chorus, el delay y la reverb de la guitarra de Guthrie y la atmósfera evocadora y melancólica de las líneas vocales de Fraser.

## Historia

### Inicios (1982-83)
Guthrie y Heggie formaron la banda en 1979 y conocieron a Elizabeth Fraser en un club nocturno local que frecuentaban llamado 'Nash'. Guthrie era el DJ en las sesiones nocturnas de punk. Con Guthrie en la guitarra, Heggie en el bajo y Fraser como vocalista, formaron Cocteau Twins. Adoptaron el nombre de una canción de los también escoceses Johnny and the Self-Abusers (quienes más tarde se cambiarían el nombre a Simple Minds; la canción "The Cocteau Twins" sería re-bautizada como "No Cure"). En un comienzo ella se retiró tras encontrar dificultades para escribir letras, pero tras iniciar una relación con Guthrie, volvió 6 meses después para quedarse.
En un concierto de la banda australiana The Birthday Party, una de las primeras bandas reclutadas por el naciente sello independiente de música 4AD y gran influencia para Cocteau Twins, Guthrie llevó a los miembros de la banda a los camerinos donde conocieron a Phil Calvert, baterista de The Birthday Party, quien les dio la dirección del sello y les aconsejó que se pusieran en contacto. Siguiendo estos consejos, Guthrie envió algunas grabaciones. Del sello les respondieron solicitando más. En 1982 llegaron a Londres, donde grabaron su primer LP Garlands, de la mano del propietario del sello 4AD y productor Ivo Watts-Russell.
Garlands se convirtió en uno de los discos independientes más exitosos de 1982, al alcanzar una posición en el UK Independent Top Five. Don Watson, de la NME, comparó el estilo de la banda a las bandas de rock gótico como Gene Loves Jezebel y Xmal Deutschland, mientras que Sue Cummings de la revista Spin comparó la voz de Fraser con el estilo de Siouxsie Sioux de Siouxsie And The Banshees y a Bauhaus. En octubre de ese mismo año lanzaron el EP Lullabies. En abril de 1983 lanzaron su segundo EP: Peppermint Pig. 
El sonido en la primera etapa de Cocteau Twins estaba caracterizado por las líneas de bajo de Heggie, las melodías minimalistas y etéreas de la guitarra de Guthrie, la voz de Fraser y las secuencias programadas en la caja de ritmos de Roland; la TR-808. Con respecto a esto, Robin Guthrie declaró para la Sounds Magazine en 1982 que de haber introducido un cuarto elemento hubiera arruinado la forma de trabajo que se había desarrollado en el trío. 
Los textos de Fraser, incomprensibles hasta rozar la glosolalia pero evocadores de emociones y plagados de imágenes poéticas, han sido materia de debate entre sus seguidores. 
En un concierto, nuevamente de The Birthday Party, Guthrie encontró a John Peel, quien producía sus célebres sesiones en la Radio 1 de la BBC. Entre otros, habían estado en ellas UB40, Simple Minds y Bauhaus. Guthrie le dio una grabación a Peel. Como resultado de esto, la sesión del 21 de junio fue para Cocteau Twins. Algunas canciones de una sesión de enero de 1983 se agregaron a las edición digital británica y la canadiense de Garlands.
Más tarde, volverían a grabar con Peel, en 1983 y 1984.
El propio Guthrie, refiriéndose más tarde a este encuentro, contaba que habían hecho dos grabaciones y una se la habían dado a Watts-Russell y la otra a Peel, pues no tenían manera de hacer una y copiarla.
En las sesiones de enero de 1983 se incluyen las canciones Dear Heart y una versión de Hazel con intervención de Gordon Sharp de Cindytalk, únicos casos en que hay otra voz aparte de la de Liz.
Las primeras actuaciones en vivo de Cocteau Twins fueron teloneando a The Birthday Party y Modern English. En esta época puede apreciarse en su puesta en escena una clara influencia del post punk.
El EP que siguió fue Lullabies, que continúa en la misma línea musical. Su carátula llegaría a convertirse en una especie de ícono del grupo. La imagen en sepia, de aire victoriano, es la de una mujer descalza, con un amplio vestido, sosteniéndose sobre una mano, con una pierna en alto y la otra perpendicular. La falda adquiere en esta acrobacia la forma de una cala, donde la pierna en alto viene a ser el pistilo y el resto del cuerpo el tallo de la flor. En la contratapa de hecho aparece una cala, trasmutación de la primera imagen.
Tras Lullabies, vino Peppermint Pig, donde trabajaron con Alan Rankin de The Associates, como productor. Este EP, si bien fue bien acogido por el público, disgustó mucho a la banda, que decidió no volver a trabajar con productores externos.

### El dúo Cocteau Twins (1983)
A comienzos de 1983, Heggie se retira del grupo. Se mantienen en buenos términos, pero Heggie sigue con Lowlife y Cocteau Twins queda ahora solo con Robin y Liz.
El LP Head Over Heels y el EP Sunburst And Snowblind, grabados en Edimburgo, dan un giro hacia lo que será su sonido. Se aleja del punk y acusa a veces influencias de géneros muy diversos. La percusión electrónica es menos marcada que antes y pulso pierde importancia, en beneficio de otros elementos musicales. El bajo, tocado ahora por Guthire, menos metálico, se fusiona mejor con la guitarra. Esta aparece ahora con más reverb y en varias capas. Hay canciones oscuras pero con una atmósfera algo más etérea, que será el sello de la banda. Liz ocasionalmente hace más de una voz, en textos que se han vuelto casi ininteligibles. Solo hay títulos de difícil interpretación, formados a veces por pseudopalabras, pues jamás publicaron sus letras en los discos.
La gira para este nuevo material les trae bastantes problemas técnicos, pues al estar solo los dos para tocar en el escenario, necesitan para las cintas con percusión y bajo pregrabados, un adecuado sistema de monitoreo, con el que no cuentan. Esto los deja disconformes y los hace volver a Londres después de 8 conciertos, habiendo planificado inicialmente 15.
En esta época la pareja se establece en Londres e inicia nuevas giras, incluidas sus primeras actuaciones al otro lado del Atlántico. Pronto dejarán de ser un dúo, al encontrar al bajista inglés Simon Raymonde, que se unirá a ellos.

### Trabajo en This Mortal Coil
El proyecto This Mortal Coil (TMC), concebido por Ivo Watts Russell, estaba formado por artistas de 4AD y ocasionalmente invitados que no pertenecían al sello, que grababan principalmente covers. En el disco It'll End In Tears los Cocteau participaron junto a Dead Can Dance, Modern English, y otros grupos. Se llegó a hacer muy popular la melancólica y misteriosa versión de Song To The Siren, compuesta originalmente por Tim Buckley, realizada por Liz y Robin. Esta canción, como Another Day, originalmente para ser cantadas por hombres que se refieren a una mujer, son magistralmente interpretadas por Liz, sin necesidad de adaptar el texto. En la primera, con los acordes oscuros y acuáticos de la guitarra de Robin, en la segunda, con un cuarteto de cuerdas.
Robin manifestaría a propósito que las cuerdas frotadas, habituales en TMC, no eran el sonido que buscaban. En la historia del grupo no las usarían más que en una ocasión, casi 12 años más tarde, en un EP bastante experimental.
De “Song To The Siren” se llega a hacer un video de fondo negro, con imágenes otoñales, donde aparecen primeros planos de una muy joven Liz Fraser, con -algo poco frecuente en esa época- un pequeño piercing en la nariz, que después abandonaría definitivamente. Este es el primer video oficial del grupo. La canción, a pesar de su enorme éxito, no los deja conformes, pues no corresponde a su trabajo como Cocteau Twins sino como This Mortal Coil.
En los EP Sixteen Days / Gathering Dust aparecen recién canciones junto a Simon Raymonde. Los tres volverían a grabar Crushed, en el video Lonely Is An Eyesore. Liz y Robin ya no volverían a participar en el proyecto. Por su parte Simon grabó el bajo, piano y guitarra en varias canciones del LP Filigree And Shadow. Hasta aquí llega su participación en This Mortal Coil. Recién aquí comienza la historia propiamente tal del trío que en definitiva sería Cocteau Twins. A partir del disco Treasure (1984) se da el punto de partida en el sonido del género que luego se llamaría Dream Pop.

### Nuevamente trío con Simon Raymonde
Los Cocteau Twins se convirtieron en la banda icónica de 4AD y, con su estilo etéreo, fueron uno de los precursores del dream pop. En 1982, ya afincados en Londres, el trío fichó por el sello 4AD y editó su primer disco, Garlands. Luego como dúo vinieron Head over Heels (1983), Treasure (1984) y Victorialand (1986). La voz de Liz Fraser alcanza progresivamente en estos discos su madurez, combinando la intensidad del post-punk con un creciente virtuosismo técnico influido por vocalistas experimentales como Meredith Monk.
Simon Raymonde, quien fue invitado a trabajar en el segundo álbum de This Mortal Coil, no participó en la grabación de Victorialand, un álbum predominantemente acústico que incluía solo a Guthrie y Fraser. Raymonde regresó al grupo para The Moon and the Melodies (1986), una colaboración en trío con el compositor estadounidense Harold Budd.
Blue Bell Knoll, el quinto álbum de Cocteau Twins, fue lanzado en 1988. Dos años más tarde, en 1990, fue lanzado Heaven or Las Vegas, el álbum más exitoso del grupo, alcanzando el número siete en las listas del Reino Unido. Heaven or Las Vegas fue el último álbum de estudio del trío lanzado por 4AD.
Bajo Fontana Records, el grupo lanzó sus dos últimos álbumes de estudio: Four-Calendar Café (1993) y Milk and Kisses (1996). 
En 1997, durante la grabación del que sería el noveno álbum, el trío se disolvió. En parte, la separación de Guthrie y Fraser como pareja sentimental fue la principal razón por la que los Cocteau Twins se disolvieron.

## Miembros
- Elizabeth Fraser – voz (1981–1997)
- Robin Guthrie – guitarra, bajo, caja de ritmos (1979–1997)
- Will Heggie – bajo (1979–1983)
- Simon Raymonde – bajo, guitarra, piano (1983–1997)

## Discografía

### Álbumes de estudio
- 1982: Garlands
- 1983: Head Over Heels
- 1984: Treasure
- 1986: Victorialand
- 1988: Blue Bell Knoll
- 1990: Heaven or Las Vegas
- 1993: Four-Calendar Café
- 1996: Milk & Kisses

### Apariciones especiales
- Sixteen Days / Gathering Dust (This Mortal Coil, 1983)
- It'll End in Tears (This Mortal Coil, 1984)